# Monte Ayanganna
El Monte Ayanganna es un tepuy de piedra arenisca en la Cordillera o Sierra Pacaraima en el oeste de Guyana, 85 kilómetros al este del Monte Roraima. Con una altura de 2.041 metros (6.696 pies) es el tepuy oriental más alto de 2.000 metros. Es parte del Escudo Guayanés.
El Monte Ayanganna es parte de la Región Cuyuni Mazaruni, reclamada por Venezuela como parte de la Guayana Esequiba.
Desde que Guyana se convirtió en una República el 23 de febrero de 1970, la bandera nacional es izada solemnemente cada año en el monte Ayanganna en la víspera del aniversario de la República del país por los miembros de las Fuerzas de Defensa de Guyana (GDF).
El 1 de noviembre de 2005 28 mujeres soldados izaron la bandera nacional de Guyana en la cumbre después de una ascensión de dos días.